# Delano Las Vegas

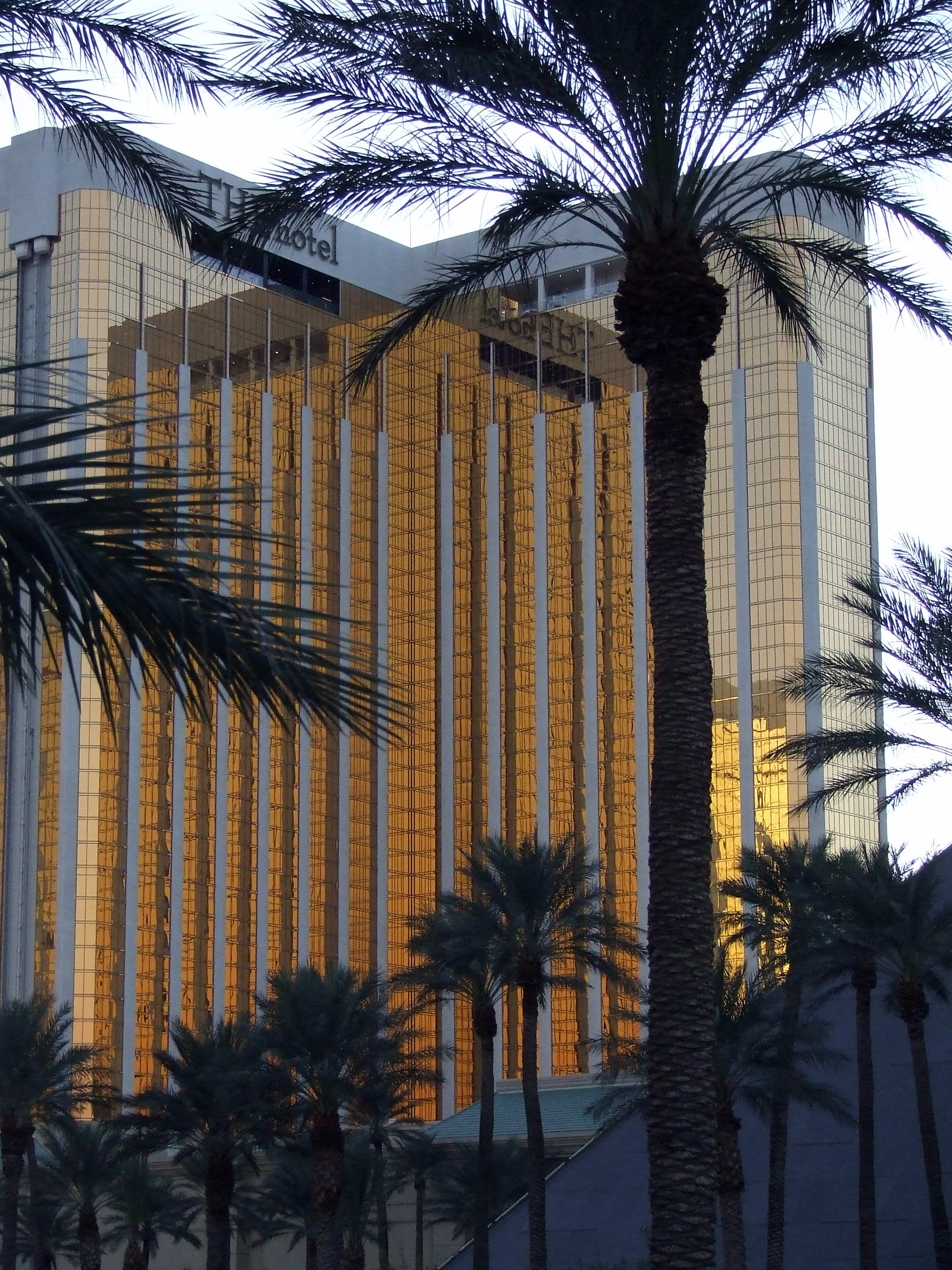
Fachada del Delano Las Vegas.

Delano Las Vegas es un rascacielos de 43-pisos con 1117 suites de hotel propiedad y operado por MGM Resorts International. Está localizado en el strip de Las Vegas dentro del complejo del Mandalay Bay aunque hacen propaganda diferentes, Delano Las Vegas es una expansión del Mandalay Bay. Aunque parece exteriormente similar, es muy diferente en su interior, con una moderna decoración y trendi-contemporánea.
Todas las habitaciones del Delano Las Vegas son suites de al menos 750 pies cuadrados. Las suites están compuestas de dos habitaciones, con una sala y una gran pantalla de televisión LCD, y las habitaciones con una TV de pantalla plana. Las suites también tienen dos baños. Los baños estándares tienen un inodoro con un tocador, un espejo y cómodas. El baño master tiene un jacuzzi tocador/cómoda, ducha, inodoro, y una TV LCD. Aunque la mayoría de las habitaciones tienen un baño separado, algunos baños en las habitaciones localizadas adyacentes a los elevadores centrales tienen una combinación de bañera/ducha. Similar a las del hotel Wynn Las Vegas, todas las habitaciones tienen dos pantallas anchas LCD y una pantalla delgada. 
En la azotea del Delano Las Vegas hay un restaurante y un nightclub llamado MiX. Es un restaurante del famoso Alain Ducasse por su comida francesa Francesa y platos americanos al igual que las vistas del strip de Las Vegas.

## Historia
Cuando se inauguró en el 2004, ofreció los estándares más altos en suites en Las Vegas.
En el 2006, el letrero en la parte de arriba de la torre cambió a de "THEhotel" para diferenciar a la propiedad. Anteriormente, el letrero era idéntico al de las letras del "Mandalay Bay" en la parte de arriba de la torre original.
Posteriormente, el hotel pasó a llamarse "Delano Las Vegas".